# Сарайки
Сара́йки (латис. Saraiķi) — село в Латвії, Курляндія, Павілостський край, Вергальська волость. Розташоване на берегах Балтійського моря. Входило до складу Гробінської парафії Герцогства Курляндії і Семигалії. Стара німецька назва — Сарре́кен (нім. Sarrecken).

## Назва
- Сара́йки (латис. Saraiķi) — сучасна латиська назва.
- Сарре́кен (нім. Sarrecken) — стара німецька назва нового часу[2].

## Історія
- 1561—1795: Гробінська парафія Герцогства Курляндії і Семигалії.
  - На карті герцогства 1770 року Саррекен позначене як «малий двір» (нім. Kleiner Hoff)[2]. Він розташований на місці злиття двох маленьких річок, що впадають до Балтійського моря, на крайньому півночі парафії. На сьогодні річки осушені.

### Монографії
- Arbusov, Leonid. Grundriss der Geschichte Liv-, Est- und Kurlands. — Riga: Jonck und Poliewsky, 1918.